# Suosaari (ö i Finland, Södra Savolax, S:t Michel, lat 61,91, long 27,40)
Suosaari är en ö i Finland. Den ligger i sjön Saari-Kaukonen och i kommunen Sankt Michel i den ekonomiska regionen  S:t Michel och landskapet Södra Savolax, i den södra delen av landet, 230 km nordost om huvudstaden Helsingfors. Öns area är 0,1 hektar och dess största längd är 50 meter i öst-västlig riktning.